# 고대 대양 목록
다음 고대 대양 목록은 판 구조론과 기타 지리적, 기후적 변화로 인해 사라진 고대의 대양 목록이다. 알파벳 순서로 나열되어 있다.

## 목록
- 브리지 리버 해분 - 고대 도서 군도 (즉, 스티키니아)와 북아메리카 사이의 대양
- 캐시 크리크 해분 - 랭겔리아 초대륙과 유콘-타나나 테레인 사이의 고생대 대양
- 이아페투스 대양 - 발티카와 아발로니아 사이의 남반구 대양
- 카힐트나-누토친 대양 - 중생대
- 칸티 대양 - 발티카와 시베리아 대륙 사이의 선캄브리아 시대부터 실루리아기까지의 대양
- 메디신 햇 대양 - 작은 원생누대 해분
- 메스칼레라 대양 - 게레로 테레인과 로렌시아 사이의 대양
- 미로비아 - 로디니아 초대륙을 둘러싸고 있던 대양
- 몽골-오호츠크 대양 - 북중국과 시베리아 안정육괴 사이의 초기 중생대 대양
- 오이먀콘 대양 - 중생대 판탈라사해의 최북단
- 고테티스해 - 곤드와나와 후니크 테레인 사이의 대양
- 범아프리카 대양 - 판노티아 초대륙을 둘러싸고 있던 대양
- 판탈라사해 - 판게아 초대륙을 둘러싸고 있던 광대한 세계 대양으로, 고태평양이라고도 불린다.
- 파루시아 해분 - 신원생대
- 포세이돈 대양 - 중원생대
- 폰투스 대양 - 초기 중생대 판탈라사해의 서부
- 원테티스해 - 신원생대
- 레아 해분 - 곤드와나와 로루시아 사이의 고생대 대양
- 슬라이드 마운틴 대양 - 고대 산간 군도 (즉, 랭겔리아)와 북아메리카 사이의 중생대 대양
- 남아누이 대양 - 북극해 형성과 관련된 중생대 대양
- 테티스해 - 고대 곤드와나 대륙과 로라시아 대륙 사이의 대양
- 탈라사 대양 - 초기 중생대 판탈라사해의 동부
- 우랄 대양 - 시베리아와 발티카 사이의 고생대 대양

## 같이 보기
- 분류:고대 바다
- 대양 목록
- 고대륙
- 파라테티스해
- 피에몬트-리구리아해
- 초대양
- 발라이스해